# Peniarth 32
El manuscrito Peniarth 32 es un volumen que contiene las leyes de Hywel el Bueno y que data del siglo XV. También incluye una breve crónica de Gwrtheyrn Gwrtheneu al rey Juan, la visión de Pablo, el árbol de la Cruz, el Brutus Saxonum y varios poemas conocidos como englynion. El manuscrito está escrito y encuadernado en vitela, probablemente por el mismo escriba responsable del Mabinogion en el Libro rojo de Hergest.
El ejemplar se encuentra en la Biblioteca Nacional de Gales, en Aberystwyth, y forma parte de la colección de manuscritos Peniarth.